# Personnages de Star Wars Rebels

Cet article présente les personnages de la série télévisée Star Wars Rebels. Pour présenter les personnages de la série, les courts métrages La Machine dans le Ghost (The Machine in the Ghost), Attaque Artistique (Art Attack), Confusion (Entanglement) et Propriété d'Ezra Bridger (Property of Ezra Bridger ou Not What You Think) ont été diffusés sur Disney XD du 11 août 2014 au 1er septembre 2014 puis mis en ligne sur Internet.

## Personnages de l'Alliance rebelle

### Escadron Phoenix

#### Ezra Bridger
Ezra Bridger est un jeune homme de quatorze ans sensible à la Force, originaire de la planète Lothal sous le règne de l'Empire galactique. C'est un escroc qui vit seul dans la rue et a été voleur à la petite semaine. L'épisode Le Jour de l'Empire révèle que ses parents ont été tués par l'Empire car ils diffusaient par une radio clandestine des critiques contre l'Empire galactique et ses agissements, mais en réalité ils ont été arrêtés et envoyés en prison. Dans l'épisode L'Héritage, Ryder Azadi apprend à Ezra que ses parents ont été tués au cours de la révolte qu'ils ont déclenché dans la prison, et qu'il fait partie de ceux qui ont réussi à s'enfuir grâce à eux. Puis, dans l'épisode 15 de la première saison, il reçoit deux griffures au visage après que le Grand Inquisiteur eut lancé son sabre laser sur lui, avant de faire face à Kanan lors de leur dernier affrontement. Entre les saisons 2 et 3, Ezra utilise le pouvoir de l'holocron Sith durant certaines missions, ce qui le rapproche légèrement du côté obscur,,. Cependant, Kanan le ramène vers le côté lumineux. Dans l'épisode final de la série, pour sauver Lothal et ses amis, Ezra se rend à Thrawn et se sacrifie, retenant le grand amiral alors que les Purrgils envoient son Destroyer stellaire dans l'hyperespace et détruisent la 7e flotte,. Cependant, Dave Filoni, réalisateur de la série, affirme que le jeune homme est toujours en vie à la fin de l'épisode.

#### Kanan Jarrus
Âgé de 28 ans, de son vrai nom Caleb Dume, Kanan Jarrus est un ancien padawan humain qui a survécu à la grande purge Jedi quand il avait quatorze ans. Afin de ne pas se faire repérer par l'Empire, il change de nom et devient Kanan Jarrus, ne se sert pas de ses compétences de Jedi et met de côté son sabre laser. En 5 av. BY, Jarrus rencontre Hera Syndulla en travaillant comme pilote. Celle-ci le persuade de rejoindre l'équipage du vaisseau Ghost afin de combattre l'Empire. Quand le jeune Ezra Bridger a rejoint le groupe, Jarrus est devenu son mentor dans l'utilisation de la Force,,,. Bien que Hera soit le pilote du Ghost, Kanan sert en tant que leader du groupe. Puis, dans l'épisode 22 de la deuxième saison, Maul lui brûle les yeux avec son sabre laser, le rendant aveugle, et acquiert le pouvoir de voir par le biais de la Force,,,. Dans la saison 4, il développe une relation sentimentale avec Hera,. Lorsque Hera est capturée par l'Empire, il se met en danger pour la sauver mais, lors de l'évacuation, il se sacrifie dans une explosion qui aurait pu tuer Ezra, Hera et Sabine,,,.

#### Garazed Orrelios
Garazed Orrelios, alias Zed, est un guerrier lasat rebelle originaire de Lasan. Zed est très instruit et qualifié, en dépit de son aspect effrayant. Il ne s'entend pas avec Chopper, le droïde astromécano, et ceci est réciproque. Son passe-temps favori est de combattre des stormtroopers, c'est un combattant acrobatique et dont la force de frappe est grande. Il a rejoint l'équipage du Ghost pour se venger de l'Empire qui a exterminé tout son peuple par ordre de l'agent Kallus,. Dans la saison 2, il découvre que certains membres de son peuple ont survécu, puis fait une trêve avec Kallus lors d'une mission pour survivre,. Quand ce dernier devient un rebelle, il finit par devenir ami avec lui dans la saison 3. Dans l'épisode final de la série, on apprend que Zed est reparti sur Lira San, où se trouvent tous les Lasats encore en vie, avec Kallus.

#### Sabine Wren
Sabine Wren est une Mandalorienne spécialisée dans les explosifs et passionnée par l'art et le graffiti. Sabine a personnalisé son armure, ses cheveux et sa cabine à bord du Ghost, elle a même personnalisé le chasseur TIE qu'Ezra et Zed ont volé à l'Empire. Elle laisse un graffiti partout où l'équipage du Ghost commet une action contre l'Empire galactique. Durant la deuxième saison, on apprend qu'elle est affiliée au clan de Pre Vizsla, l'ancien leader des Death Watch. Durant la saison 3, elle récupère, dans la tanière de Maul, le Sabre Noir, héritage de la maison Vizsla et du peuple de Mandalore,,. Grâce à une formation par Kanan, elle se sert du Sabre Noir pour se réconcilier avec sa famille et son clan, puis pour libérer son père, retenu prisonnier sur Mandalore, avant de remettre le Sabre à la dirigeante légitime de la planète, Bo-Katan Kryze,. Dans l'épisode final de la série, Sabine est restée sur Lothal pour veiller sur le peuple du jeune Jedi avant de partir avec Ahsoka pour retrouver Ezra,,.

#### Hera Syndulla
Hera Syndulla est une femelle twi'lek, propriétaire et pilote du vaisseau Ghost. Elle se bat contre l'Empire galactique pour des raisons qu'elle n'a pas encore partagées avec ses compagnons d'armes. Même si elle n'est pas sensible à la Force, ses compétences en tant que pilote et tireur sont égales à celles des utilisateurs de la Force. Forte, indépendante d'esprit et déterminée à mener ses missions jusqu'à la fin, Hera sert de mentor pour Sabine, encourage Ezra et aide Zed à gérer son tempérament. Elle est le véritable ciment du groupe, pour ne pas dire carrément leur mère. Hera est en outre propriétaire de Chopper et elle parle couramment le binaire. Elle est la fille de Cham Syndulla, un révolutionnaire qui est apparu dans The Clone Wars. Dans l'épisode final de la série, Sabine révèle que Hera a participé quelques années plus tard à la bataille d'Endor et a donné naissance à un fils, Jacen Syndulla, issu de sa relation passée avec Kanan,,. L'histoire d'Hera continue dans la série Disney+ Ahsoka,.

#### C1-10PaliasChopper
Plus communément connu sous le nom Chopper, C1-10P est l'irritable droïde astromécano du Ghost. Acariâtre et têtu, Chopper n'essaye pas de gagner l'affection des passagers du vaisseau. Malgré cela, il est souvent indispensable pour sauver le reste du groupe de situations dangereuses. Zed Orrelios et Chopper se détestent mutuellement. Hera Syndulla est propriétaire de Chopper et l'a construit à partir de pièces de rechange.

### Autres membres de l'Alliance

#### Ahsoka Tano
Ahsoka Tano est une togruta, anciennement padawan d'Anakin Skywalker jusqu'à son départ de l'ordre Jedi,. D'abord agissant sous le pseudonyme de Fulcrum, Ahsoka fait son retour dans le final de la première saison et se joint aux rebelles,. Au début de la saison 2, elle croise par hasard le chemin de l'apprenti maléfique de l'Empereur, Dark Vador, et réalise qu'il n'est autre que son ancien maître Anakin Skywalker qui a basculé du côté obscur de la Force. Elle reprend par la suite contact avec Rex, un ancien soldat clone et ami. Dans le dernier épisode de la saison, elle affronte férocement en duel Dark Vador dans un ancien temple Sith sur la planète Malachor. Alors qu'Ezra et Kanan s'enfuient de la planète sur le point d'exploser, Ahsoka reste seule se battre contre Vador. Toutefois, ils sont tous deux pris au piège lorsque le temple explose. Seul Vador, blessé, émerge des ruines du temple. Cependant, à la 20e minute de l'épisode, on aperçoit la silhouette d'Ahsoka s'engouffrer dans ce qui reste du temple Sith, ce qui laisse une fin ouverte à la destinée d'Ahsoka. Dans la saison 4, Ezra la sauve du combat titanesque face à Dark Vador et l'attire dans le « Monde entre les Mondes », voyageant ainsi dans le futur. Ahsoka retourne par la suite sur Malachor à son époque avant de revenir, après la chute de l'Empire, chercher Sabine Wren pour retrouver Ezra, porté disparu. Cette histoire est narrée dans la série éponyme de Disney+.

#### Capitaine Rex
Rex est l'un des soldats clones légendaires ayant servi dans la 501e légion sous les ordres du chevalier Jedi Anakin Skywalker durant la guerre des clones. Sans nouvelles de lui depuis la grande purge Jedi, il fait son retour dans le premier épisode de la saison 2, lorsqu'il est contacté par Ahsoka Tano. Il est accompagné de deux autres clones : Wolffe et Gregor. Il rejoint la Rébellion dans la lutte contre l'Empire. À la fin de la saison 2, il est triste en apprenant la mort présumée d'Ahsoka. Dans l'épisode 6 de la saison 3, en accompagnant l'équipage du Ghost sur Agamar, il rencontre le général Kalani (un super droïde tactique apparu dans la saison 5 de The Clone Wars). Ce dernier, ignorant que la guerre des clones est terminée, livre un dernier combat contre Rex. Quand Ezra leur fait comprendre que l'Empire a manipulé les droïdes et les clones pour devenir plus puissant, Rex et Kalani font la paix et combattent l'Empire ensemble pour s'échapper,. Dans l'épisode final de la série, on apprend que Rex est devenu commandant.

#### Commandant Jun Sato
Jun Sato est le commandant des opérations de la cellule rebelle Phoenix. Il forme, avec Ahsoka Tano (informatrice et ancienne Jedi), Hera Syndulla (Phoenix Leader), Kanan Jarrus (ancien Jedi) et Rex (vétéran de la guerre des clones), le commandement névralgique de l'escadron Phoenix. C'est un meneur d'hommes, droit et obstiné, mais soucieux des soldats sous ses ordres. Il dirigeait ses troupes depuis une ancienne frégate médicale de la République, réutilisée comme barge de commandement avant que celle-ci ne soit détruite par le Chasseur TIE personnel de Dark Vador. Depuis, il commande à bord du Liberator, une corvette corellienne de type Tantive. Durant la saison 3, il vient au secours du Ghost et de l'escadron Iron, mené par son neveu Mart Mattin, pris au piège face au Destroyer de Thrawn. Jun Sato trouve la mort lors de la bataille spatiale d'Atollon, se sacrifiant en envoyant son vaisseau-transporteur s'écraser sur un croiseur Interdictor pour permettre à Ezra de s'enfuir et d'amener des renforts,,.

#### Ryder Azadi
Ryder Azadi était l'ancien gouverneur de la planète Lothal. Accusé de conspiration contre l'Empire, notamment pour avoir apporté son soutien à la famille Bridger et leur radio clandestine, il est destitué de son poste, remplacé par Arihnda Pryce, et jeté en prison,. Dès lors, il ne sera connu que comme le Prisonnier X-10. Bien des années plus tard, Ryder réussit à s'évader de la prison impériale et à se cacher dans les collines voisines de Capital City. C'est là qu'il fait la rencontre de Kanan Jarrus et Ezra Bridger, fils de Ephraim et Mira. C'est lui qui apprend au jeune Jedi la mort de ses parents en prison. De là, il souhaite d'abord rester à l'écart de la Rébellion. Par la suite, il aide les rebelles et la princesse Leia d'Alderaan lors d'une mission de récupération de cargos, et rejoint peu après l'Alliance rebelle. Depuis, il a créé son propre groupe de résistance sur Lothal, qui a pour mission d'infiltrer le complexe industriel impérial de Lothal et d'augmenter le taux de véhicules défectueux qui partent au front afin de saboter la chaîne de production. Lorsque la planète Lothal est placée sous blocus intégral, Ryder aide l'équipage du Ghost à collecter des informations sur un nouveau prototype de TIE Defender "Elite", puis à saboter les batteries DCA lourdes de Thrawn autour de Capital City, afin de préparer le terrain au raid des X-wings de l'Escadron Phoenix.

#### Saw Gerrera
Saw Gerrera est le leader de la première cellule rebelle, formée à l'origine par Anakin, Obi-Wan, Ahsoka et le capitaine Rex pour renverser la Confédération des systèmes indépendants sur la planète Onderon,. Depuis la mort de sa sœur Steela et l'avènement de l'Empire, Saw a continué le combat contre les nouveaux oppresseurs de la Galaxie. Réputé pour ses méthodes violentes et controversées, lui et son groupe de combat se sont isolés des autres cellules rebelles et se heurtent à la stratégie de Mon Mothma qu'il juge laxiste,,. Un jour, Saw et son groupe sont envoyés en mission sur Géonosis afin d'enquêter sur la mystérieuse disparition du peuple local. Pris dans une embuscade, seul Gerrera est sauvé, rejoint par son vieil ami Rex et l'équipage du Ghost. Plus tard, le rebelle extrémiste, avec l'aide de son nouvel allié Edrio « Deux-Tubes », sauve Ezra Bridger, Sabine Wren et leur droïde Chopper en détruisant une antenne de communication dans le système Jalindi. Les trois rebelles de l'escadron Phoenix l'aident par la suite à enquêter sur une mystérieuse cargaison de cristaux kyber venus de la lune de Jedha que l'Empire souhaite récupérer.

#### Fenn Rau
Fenn Rau est le leader de l'escadron Skull et le chef des Protecteurs, un clan mandalorien vivant sur une lune de Concord Dawn,. D'abord loyal à l'Empire, il est contraint d'aider les rebelles du groupe Phoenix après avoir été capturé par Kanan et Sabine. Plus tard, il rejoint la Rébellion de son plein gré quand il apprend que ses Protecteurs ont été massacrés par un autre clan mandalorien loyal à l'Empire. C'est lui qui reconnaît le Sabre Noir des Vizsla lorsque Kanan le lui présente, et il pousse Sabine à l'utiliser pour réunifier Mandalore. De là, il sert de conseiller tactique à Sabine, puis au clan Wren qu'il aide à libérer. Fenn Rau mène ensuite l'assaut aux côtés d'Ezra et Sabine contre la 7e flotte impériale de Thrawn pour libérer les rebelles pris au piège sur Atollon, avant de rejoindre les forces de Bo-Katan dans la libération de Mandalore.

#### Bo-Katan Kryze
Bo-Katan Kryze est une guerrière mandalorienne, leader du clan Kryze,. Elle est la sœur de la défunte duchesse Satine de Mandalore, tuée par Maul et Savage Opress durant la guerre des clones. Elle dirige un groupe de combat nommé les Nite Owls, issus des Death Watch qui n'ont pas voué allégeance à Maul,. À la fin de la guerre, le conseil Jedi la nomme régente de Mandalore après la capture de Maul. Cependant, avec l'avènement de l'Empire, elle refuse de se plier aux ordres de l'Empereur et est destituée par Gar et Tiber Saxon, ses principaux rivaux. Alors que Gar Saxon devient Vice-Roi impérial et son frère Tiber gouverneur impérial, Bo-Katan entre en résistance avec ses Nite Owls, toujours fidèles à leur souveraine légitime. Durant la saison 4, le clan Kryze est rejoint dans leur lutte par le clan Wren et les Protecteurs, fraîchement libérés par Sabine Wren et Fenn Rau après la mort de Gar Saxon. Méfiante envers le passé sombre de Sabine, elle accepte cependant de lui faire confiance et, après un raid audacieux sur le Destroyer de Tiber Saxon où ce dernier trouve la mort, elle obtient de Sabine le Sabre Noir, héritage du pouvoir suprême de Mandalore, et prête serment devant tous les autres clans de diriger au nom de tous les Mandaloriens,.

#### Wedge Antilles
Avant d'être l'un des meilleurs pilotes de l'Alliance rebelle et l'un des amis de Luke Skywalker, Wedge Antilles est un jeune pilote corellien prometteur qui s'engage dans la Marine impériale pour découvrir la Galaxie ailleurs que depuis le cargo qu'il pilote. Mais les doctrines très strictes et autoritaires de l'Empire le désillusionnent, si bien qu'il contacte un agent rebelle du nom de « Fulcrum » (qui s'avéra plus tard être Kallus) pour rejoindre la Rébellion,,. Plus tard, à l'Académie de pilotage impériale Skystrike, il rencontre une rebelle sous couverture, Sabine Wren, qui lui révèle qu'elle a pour mission de l'extraire de l'Académie. Avec l'aide d'Ezra Bridger, Wedge et un ami, Derek « Hobbie » Klivian, rejoignent l'escadron rebelle Phoenix, où ils s'illustrent par leurs talents de pilotage et leur audace, notamment lors de la défense de la base d'Atollon, face aux TB-TT du grand amiral Thrawn.

#### Autres personnages notables de l'Alliance rebelle
Au cours de leur lutte pour libérer la Galaxie de l'Empire, l'équipage du Ghost est amené à croiser d'autres personnages, plus ou moins connus, de l'Alliance rebelle.
La Sénatrice Mon Mothma est la représentante de la planète Chandrila au Sénat galactique impérial. Mais en secret, elle est l'une des fondatrices de l'Alliance rebelle avec son ami le Sénateur Bail Organa d'Alderaan,,. Elle apprécie beaucoup les efforts d'Hera pour la Rébellion mais s'oppose ouvertement aux actions de Saw Gerrera,.
Le Général Jan Dodonna est le leader de la cellule rebelle Massassi, opérant depuis le système Yavin. C'est un commandant intègre et soucieux des hommes sous ses ordres. Il apporte son soutien à l'escadron Phoenix afin de préparer une attaque contre l'usine de TIE sur Lothal mais subit de lourdes pertes face à Thrawn durant la bataille d'Atollon.
Le Sénateur Bail Organa est le représentant de la planète Alderaan au Sénat galactique impérial. Mais en secret, il est l'un des fondateurs de l'Alliance rebelle,. Suivant toujours les idéaux qu'il partageait avec son amie, la regrettée Sénatrice Padmé Amidala de Naboo, il œuvre pour la restauration de la paix et confie des tâches importantes aux membres de la cellule Phoenix, comme l'enquête sur la disparition des Géonosiens.
Avant d'être une figure emblématique de l'Alliance rebelle, la Princesse Leia Organa était la fille adoptive du Sénateur Organa d'Alderaan. Suivant les mêmes idéaux que sa famille, Leia fait partie de l'Alliance rebelle et finit même par effectuer des missions diplomatiques pour le compte de la Rébellion, sous couvert de Délégations plénipotentiaires et humanitaires, comme ce fut le cas sur Lothal.
Mart Mattin était le dernier leader de l'escadron Iron, une cellule rebelle basée dans le système Mykapo et créée par le père de Mart, qui n'est autre que le frère du Commandant Sato, leader de la cellule Phoenix,. D'un caractère obstiné, il est d'abord réticent à recevoir de l'aide de la part d'Hera et Ezra, mais finit par les rejoindre et à intégrer l'escadron Phoenix, Mart devenant même l'un des pilotes de confiance d'Hera avec Wedge et Hobbie.
Jai Kell était un ancien cadet de l'Académie impériale de Lothal. Loyal à l'Empire, il s'était surtout lié d'amitié avec un autre cadet, Dev Morgan, en réalité Ezra Bridger sous couverture pour une mission des Rebelles. Cependant, alors que l'Empire commence à trop s'intéresser à lui, Ezra lui révèle sa véritable identité et l'aide à s'enfuir de l'Académie. Plus tard, il rejoint la cellule rebelle de l'ancien gouverneur Ryder Azadi et finit par devenir son bras droit. Après la chute de l'Empire, il est nommé par Ryder Sénateur de Lothal.

## Personnages de l'Empire

### Forces impériales

#### Dark Vador
Anciennement connu sous le nom d'Anakin Skywalker, Dark Vador est un seigneur Sith qui sert l'Empire galactique. Il est l'apprenti de l'Empereur. Il envoie le Grand Inquisiteur traquer les enfants sensibles à la Force. À la mort de celui-ci en fin de saison 1, Vador est chargé par l'Empereur Palpatine de mettre fin à la Rébellion dans le système Lothal,. Là, il combat successivement Kanan et Ezra dans un duel au sabre laser, avant de croiser par hasard le chemin de son ancienne padawan Ahsoka Tano, qu'il croyait morte depuis la fin de la guerre des clones. Depuis lors, il traque les Rebelles, ainsi que les trois Jedi en fuite dans le but qu'ils puissent un jour le conduire à son vieil ennemi, Obi-Wan Kenobi. Dans le dernier épisode de la saison 2, il affronte férocement en duel son ancienne apprentie Ahsoka Tano dans un ancien temple Sith en lui affirmant qu'il n'existe plus aucune part d'Anakin Skywalker en lui,. Alors que les deux duellistes se battent, le temple dans lequel ils se trouvaient explose, ce qui provoque la destruction du temple. Seul Vador, blessé, émerge des ruines du temple.

#### Grand amiral Thrawn
Thrawn est un officier impérial de renom qui, pour sa victoire cinglante contre les Rebelles du système Batonn, reçut de l'Empereur le grade de « grand amiral » et fut placé à la tête de la 7e flotte impériale. Étant un chiss, il est l'un des très rares, voire le seul, non-humain accepté dans les rangs supérieurs de l'Empire. C'est un brillant stratège, froid, analysant méthodiquement les tactiques de ses ennemis, mais aussi leurs faiblesses personnelles, pour parvenir à remporter la victoire,,,,. Pour lui, la guerre est un art qu'il étudie pour la perfectionner. Sur demande de la gouverneure Pryce, il reçoit l'ordre par le grand moff Tarkin de résoudre le problème des Rebelles du système Lothal.
Il apparaît dans la saison 3,,. C'est le retour de Thrawn dans l'univers canon,,.
Il est l'instigateur du programme des défenseurs TIE, qui consistait à produire en série un tout nouveau chasseur TIE avec blasters lourds, boucliers et hyperpropulsion. Ces défenseurs TIE ont donné plusieurs difficultés aux Rebelles jusqu'à ce que la gouverneure Pryce, dans sa tentative pour stopper l'évasion d'Hera Syndulla, ne détruise les réserves de carburant, tuant le Jedi Kanan Jarrus mais stoppant net la production de l'usine dans le même coup. Dans l'épisode final de la série, Thrawn réussit à forcer Ezra Bridger à se rendre, notamment en ordonnant une frappe aérienne sur Capital City. Cependant, Ezra finit par se délivrer et, avec l'intervention des Purrgils, piège Thrawn en envoyant son Destroyer, le Chimaera, dans l'hyperespace et en décimant la 7e flotte,,. Cette action permet alors de réaliser la prédiction du Bendu.

#### Grand moff Tarkin
Gouverneur en chef de la Bordure extérieure et bras droit de l'Empereur et de Dark Vador, le grand moff Wilhuff Tarkin est l'instigateur de la « gouvernance par la peur ». Lorsque des incidents impliquant des Rebelles éclatent sur la planète Lothal, Tarkin se déplace personnellement sur place,, et, grâce à sa stratégie de la terreur, réussit à capturer temporairement le Jedi en fuite Kanan Jarrus. Après la libération du Jedi par ses amis rebelles et la destruction du Souverain, son Destroyer personnel, Tarkin confia la charge de cette affaire au Seigneur Vador. Plus tard, à la demande de la gouverneure Pryce, il envoie le grand amiral Thrawn dans le système Lothal.

#### Amiral Kassius Konstantine
Kassius Konstantine est un amiral de l'Empire commandant la flotte impériale du système Lothal. D'abord sous les ordres de l'Inquisiteur, il est ensuite placé sous les ordres de l'agent Kallus puis du seigneur Vador et du grand amiral Thrawn. Il voue une grande loyauté à l'Empire ainsi qu'une haine farouche envers les Rebelles mais est un pitoyable stratège, même la gouverneure Pryce trouvant qu'il agit plus comme un politicien que comme un vrai soldat. Il trouve la mort lors de la bataille spatiale au-dessus d'Atollon, désobéissant aux ordres de Thrawn. Ne le supportant plus et voulant la gloire pour lui tout seul, il tente d'intercepter le vaisseau-amiral rebelle mais il réalise son erreur trop tard et meurt avec son équipage quand son destroyer Interdictor est détruit par la collision avec le vaisseau-amiral rebelle du commandant Sato,.

#### Gouverneure Arihnda Pryce
Arihnda Pryce est la gouverneure impériale de Lothal, depuis la destitution de son prédécesseur Ryder Azadi,. Elle est aussi une officière de la flotte impériale et une conseillère du grand moff Tarkin et du grand amiral Thrawn. Loyale envers l'Empire, c'est une grande tacticienne et une excellente combattante qui peut résister à la persuasion Jedi, efficace sur les esprits faibles uniquement. Souvent mentionnée durant les deux premières saisons, elle n’apparaît physiquement qu'à partir de la saison 3. Durant la saison 4, elle est responsable de l'explosion des cuves de carburant de l'usine de production des TIE de Lothal, causant la mort de Kanan Jarrus et provoquant l'abandon du programme des défenseurs TIE,,. Dans l'épisode final de la série, Pryce est, par un habile stratagème d'Ezra Bridger et de Ryder Azadi, faite prisonnière et aide involontairement les Rebelles à libérer Lothal du joug impérial. Elle meurt dans l'explosion du dôme du complexe impérial, préférant mourir en étant fidèle à l'Empire plutôt que d'être une prisonnière de la Rébellion.

#### Agent Alexsandr Kallus
Alexsandr Kallus est un officier du BSI (Bureau de la Sécurité impériale),, servant sous les ordres de l'Inquisiteur. La première saison révèle qu'il a donné l'ordre du génocide impérial sur Lasan, la planète d'origine de Zed,. D'ailleurs, il manie avec dextérité un fusil-bo, l'arme des guerriers d'honneur de Lasan, qu'un guerrier lasat lui a donné comme le veut la tradition lasat d'offrir son arme au vainqueur. Dans la saison 3, on découvre que Kallus est le nouveau Fulcrum,,. Après avoir été désillusionné de l'Empire, il aide les Rebelles dans leur combat. Après que sa couverture est découverte et exposée par Thrawn peu avant la bataille d'Atollon, il parvient à s'enfuir du Destroyer de Thrawn puis est secouru par l'équipage du Ghost, qui le considère maintenant comme un ami, et devient un vrai Rebelle. Dans l'épisode final de la série, on apprend que Kallus est emmené par Zed sur Lira San qui lui montre que l'ancien agent impérial n'a finalement pas exterminé tous les lasats et il est accueilli comme l'un des leurs.

#### Rukh
Rukh est un noghri qui sert en tant qu'assassin personnel et garde du corps du grand amiral Thrawn,. C'est un pisteur hors pair et un excellent combattant au corps à corps, capable de maîtriser n'importe quelle créature. Il fut envoyé sur Lothal à la demande du grand amiral pour seconder la gouverneure Pryce dans sa quête de recherche des Rebelles. Il réussit, entre autres, à capturer le chef de l'escadron Phoenix, Hera Syndulla. Dans l’épisode final de la série, Rukh, après un dernier combat contre Zed, meurt électrocuté par les supra-conducteurs du bouclier du complexe impérial de Lothal lorsque ce dernier est activé,.

#### Autres commandants impériaux notables
Au cours de leur lutte pour libérer la Galaxie de l'Empire, l'équipage du Ghost est confronté à plusieurs officiers de l'Empire, sous les ordres de Kallus, de Thrawn et de Pryce.
La ministre Maketh Tua est l'intendante du gouvernement de Lothal en l'absence de la gouverneure Pryce. Naïvement loyale à l'Empire, elle est désabusée par ce dernier au début de la saison 2, puis tente d'aider les Rebelles afin de sauver sa vie. Elle est tuée dans l'explosion de sa navette, piégée par Dark Vador. Sa mort est par la suite instrumentalisée pour imposer les prémices du blocus impérial sur Lothal.
Le commandant Cumberlayne Aresko est un instructeur à l'Académie impériale de Lothal et chef des forces de sécurité de Capital City. Il fut plusieurs fois confronté aux membres du Ghost, notamment durant la cérémonie du Jour de l'Empire. À la fin de la saison 1, lui et son second, le sergent-major Myles Grint, sont exécutés par le Grand Inquisiteur pour leur incompétence sur ordre direct du grand moff Tarkin,.
L'amiral Brom Titus est un officier de la Marine impériale chargé du projet Interdictor visant à tester un Destroyer équipé de puits gravitationnel pouvant empêcher les vaisseaux de passer en hyperespace. Après que le test fut saboté par Kanan, Ezra, Chopper et Rex, Titus fut rétrogradé et placé à la tête d'une décharge de vaisseaux dans le système Yarma avant de superviser la défense de l'avant-poste d'écoute du système Jalindi. Il meurt au début de la saison 4, dans l'explosion de sa frégate provoquée par la destruction de l'avant-poste par Saw Gerrera.
Le capitaine Slavin est un officier de l'Armée impériale chargé de la traque des Rebelles sur Ryloth. Il voue une haine à son nemesis, le Rebelle twi'lek Cham Syndulla, et demande l'aide tactique du grand amiral Thrawn pour le capturer, parvenant cependant à faire prisonnier Ezra et Hera. Toutefois, lors d'un échange de prisonniers, les Rebelles arrivent à s'enfuir en détruisant son quartier-général. Il meurt au début de la saison 4, dans l'explosion de son croiseur impérial provoquée par la surcharge de masse critique d'un cristal kyber géant à proximité du vaisseau.
Le lieutenant Yogar Lyste est un officier de l'Armée impériale en poste sur Lothal. Lors du blocus impérial, il tente de protéger des Rebelles des corvettes Hammerhead appartenant à la princesse Leia Organa d'Alderaan. Mais ces dernières sont volées par les Rebelles sous le nez de Lyste, sans que ce dernier sache que le vol est un stratagème de Leia pour donner les corvettes aux Rebelles. Par la suite, il tente d'élucider la taupe du nom de Fulcrum au sein du commandement impérial. Après avoir attaqué la gouverneure, que Lyste pensait être la taupe Fulcrum, il est arrêté par l'agent Kallus et envoyé en prison sans savoir que ce dernier était le nouveau Fulcrum et qu'il avait manipulé l'officier pour attaquer Pryce.

### Membres de l'Inquisitorius

#### L'Inquisiteur / Le Grand Inquisiteur
C'est un pau'an,, ayant un sabre laser à deux lames. Il dirige l'Inquisitorius,,, une organisation de l'Empire chargée de traquer tous les derniers Jedi qui auraient survécu à la grande purge Jedi,. Il est envoyé sur la planète Lothal pour capturer et traquer Kanan Jarrus,,,, qui est un Jedi mais aussi le chef de l'équipage du Ghost, après que l'agent Kallus l'a informé de la situation. Il a déjà essayé de convertir Ezra vers le côté obscur de la Force. Le design de son sabre laser est fondé sur un concept inutilisé du jeu vidéo Star Wars : Le Pouvoir de la Force. Il meurt dans l'épisode final de la première saison, Galaxie en flammes, lorsqu'il se jette délibérément dans l'explosion de ce qui semble être les réservoirs de carburant du croiseur du gouverneur Tarkin, le Souverain, après avoir été vaincu par Kanan,. L'Inquisiteur choisit de se donner la mort plutôt que la recevoir de la main de Dark Vador à la suite de son échec,,. Après sa mort, l'Empereur envoie Vador afin de régler la situation. Dans la saison 2, on apprend de la Septième Sœur qu'il était le chef des Inquisiteurs, que les autres l'appelaient le Grand Inquisiteur et qu'ils concourent depuis sa mort pour prendre son titre.

#### Le Cinquième Frère
C'est le deuxième Inquisiteur introduit dans la série. D'espèce inconnue, il est envoyé par Dark Vador dans la saison 2 pour détruire les Rebelles de Lothal,. Plus tard, il fait équipe avec la Septième Sœur,,. Tout comme elle, il espère que la capture des Rebelles lui permettra de devenir le nouveau Grand Inquisiteur. Dans le double épisode final La Chute de l'apprentie, le Cinquième Frère combat Kanan Jarrus, Ahsoka Tano et l'ancien seigneur Sith Dark Maul aux côtés du Huitième Frère, au sommet du temple Sith sur Malachor,,. Il est désarmé par Ahsoka et tué par Maul,,,.

#### La Septième Sœur
C'est le troisième Inquisiteur introduit dans la série. D'espèce mirialan, elle est toujours accompagnée de petits droïdes sondes ID9. Elle est envoyée par Dark Vador dans la saison 2 pour détruire les Rebelles de Lothal, peu après le Cinquième Frère,. Elle fait équipe avec lui, et espère, comme son camarade, que la capture des Rebelles lui permettra de devenir le nouveau Grand Inquisiteur,. Tout comme son ancien chef (le Grand Inquisiteur), elle essaie d'entraîner Ezra Bridger vers le côté obscur, mais plutôt par la séduction. Dans le double épisode final La Chute de l'apprentie, la Septième Sœur combat Ezra et l'ancien seigneur Sith Dark Maul, au sommet du temple Sith sur Malachor,,. Elle est finalement tuée par Maul,,,.

#### Le Huitième Frère
C'est le quatrième Inquisiteur introduit dans la série. C'est un Terrelien Jango Jumper,. Il a été envoyé par Dark Vador sur Malachor pour traquer une personne appelée l'Ombre, qui se révèle être l'ancien seigneur Sith Dark Maul, et trouver un holocron Sith. Dans le double épisode final La Chute de l'apprentie, il est capturé par Kanan Jarrus et Ahsoka Tano, mais parvient à contacter le Cinquième Frère et la Septième Sœur qui le libèrent. Puis, ils affrontent les deux Jedi. L'arrivée d'Ezra Bridger et de Maul rééquilibre le combat et ils battent en retraite. Après la mort de ses camarades des mains de l'ancien seigneur Sith,,, le Huitième Frère meurt en tombant du sommet du temple Sith sur Malachor, lorsque son sabre laser endommagé par Kanan se brisa alors qu'il essayait d'échapper à Maul, Ahsoka et Kanan,,,.

## Autres personnages

### Maul
Dark Maul est un ancien seigneur Sith apparaissant pour la première fois dans La Menace fantôme, puis dans The Clone Wars. Après avoir échappé aux griffes de Sidious, Maul partit chercher le temple Sith de Malachor pour pouvoir éliminer les Sith, allant même jusqu'à abandonner le titre de Dark. Maul n'avait cependant pas prévu d'être pourchassé par le Huitième Frère qui détruit son vaisseau, le laissant coincé sur Malachor durant de nombreuses années. Maul rencontre Ezra Bridger, qui était venu avec Kanan Jarrus et Ahsoka Tano pour découvrir aussi le moyen de vaincre les Sith. Maul réussit à gagner la confiance d'Ezra, l'appelant même son apprenti, tandis que Kanan et Ahsoka se méfient de lui. Quand les trois Inquisiteurs sont tués, Maul révèle ses intentions et frappe Kanan aux yeux avec son sabre laser, le rendant aveugle, et engage brièvement un combat contre Ahsoka jusqu'à l'arrivée de Vador. Après que le temple Sith a explosé, Maul réussit à s'enfuir de Malachor en prenant l'un des TIE des Inquisiteurs morts. Durant la saison 3, grâce aux savoirs des holocrons, il retrouve la trace de celui qui attise sa soif de vengeance : Obi-Wan Kenobi,. Il finit par mourir de sa main sur Tatooine à la fin de la saison 3,, mais en sachant qu'il protège celui qui deviendra l’Élu,. Il meurt en paix avec Obi-Wan qui lui ferme les yeux et le pardonne pour ses crimes passés.

### Le Bendu
Le Bendu est un individu d'espèce inconnue vivant sur Atollon, non loin de la base rebelle de l'escadron Phoenix,,. Il maîtrise aussi bien le côté lumineux que le côté obscur de la Force, se disant lui-même qu'il est à leurs confluents,,,. Au début de la saison 3, Bendu appelle Kanan afin de lui permettre de voir à nouveau, à travers la Force,,,. Il contribue aussi à résoudre le conflit intérieur entre Kanan et Ezra,. Il est grièvement blessé lors de la bataille d'Atollon, affaibli par de nombreux tirs de blasters impériaux. Toutefois, avant d'être achevé par Thrawn, il disparaît sans laisser de traces et en riant après lui avoir prédit son horrible défaite. Cette prophétie se réalise lors de l'épisode final de la série, lorsque le grand amiral se retrouve cerné par les tentacules des Purrgils,,.

### Hondo Ohnaka
Le célèbre pirate du système Florrum n'est plus que l'ombre de celui qu'il était durant la guerre des clones, ayant perdu sa flotte de vaisseaux et ses hommes,. Depuis l'avènement de l'Empire, Hondo vit de petits larcins et d'escroqueries,. En 4 av. BY, Hondo réussit à voler le Broken Horn, le vaisseau-cargo du contrebandier Cikatro Vizago, dans le système Garel. Cependant, Vizago réussit à envoyer un message de détresse, ce qui amène un jeune homme qui se présente à Hondo comme étant Lando Calrissian. Connaissant la réputation de Lando, il demande de livrer une cargaison. À la suite d'une embuscade, Hondo découvre que le prétendu Lando est en réalité l'apprenti Jedi Ezra Bridger,. Plus tard, Hondo aida les Rebelles à libérer des lasats prisonniers de l'Empire, mais le pirate est capturé par les troupes de l'agent Kallus. Il est alors envoyé dans une prison impériale de haute sécurité jusqu'à ce que Ezra, Sabine et Zed viennent le libérer en échange d'informations sur une casse de vieux vaisseaux. Peu après, Hondo demande de l'aide aux Rebelles afin de récupérer la cargaison d'un cargo impérial en perdition dans une tempête. En 1 av. BY, Hondo est contacté par Hera Syndulla afin d'aider Ezra à libérer Lothal du joug impérial,. Hondo et son coéquipier ugnaught, Melch, s'illustrent durant la défense de l'avant-poste rebelle et la bataille du dôme impérial.